# Караско
Кара̀ско (на италиански и на лигурски: Carasco) е малко градче и община в Северна Италия, провинция Генуа, регион Лигурия. Разположено е на 26 m надморска височина. Населението на общината е 3640 души (към 2011 г.).